# Taiwanees wild zwijn
Het Taiwanees wild zwijn (Sus scrofa taivanus) is een kleine, zwartachtige, ondersoort van het wild zwijn die voorkomt op Taiwan.